# بارت هوارد
بارت هوارد (بالإنجليزية: Bart Howard)‏ هو عازف جاز وكاتب أغاني وملحن أمريكي، ولد في 1 يونيو 1915 في برلنغتون في الولايات المتحدة، وتوفي في 21 فبراير 2004 في كارمل في الولايات المتحدة.

## وصلات خارجية
- بارت هوارد على موقع IMDb (الإنجليزية)
- بارت هوارد على موقع ميوزك برينز (الإنجليزية)
- بارت هوارد على موقع قاعدة بيانات برودواي على الإنترنت (الإنجليزية)
- بارت هوارد على موقع قاعدة بيانات برودواي على الإنترنت (الإنجليزية)
- بارت هوارد على موقع أول ميوزيك (الإنجليزية)
- بارت هوارد على موقع ديسكوغز (الإنجليزية)